# Toast Hawaii

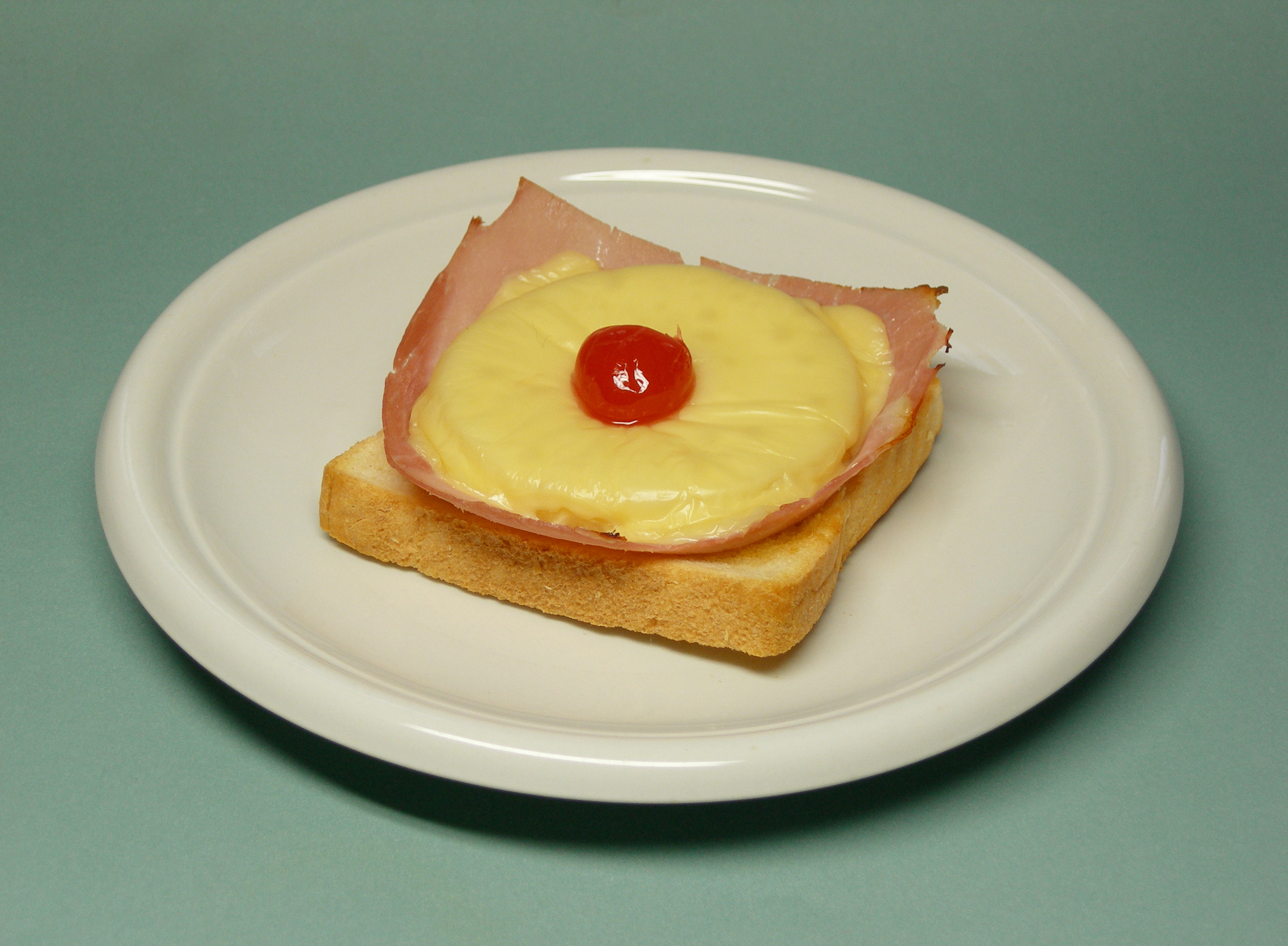
Toast Hawaii

Toast Hawaii oder Hawaii-Toast ist ein mit Schinken, Ananas und Käse belegter, überbackener Toast, der in Westdeutschland in den 1950er Jahren populär wurde.

## Zubereitung
Zur Zubereitung wird ein Toastbrot mit Butter bestrichen, mit je einer Scheibe Kochschinken, Ananas und Käse (üblicherweise Schmelzkäse) belegt und überbacken. Verbreitet ist es auch, auf den fertigen Toast eine Cocktailkirsche, Preiselbeeren oder Ähnliches zu setzen oder ihn mit etwas süßem Paprikapulver zu würzen. Ähnlich werden auch andere Gerichte nach „Hawaii-Art“ mit Ananas und Käse zubereitet, zum Beispiel Pizza Hawaii oder Steak Hawaii. Als Vorzüge werden geringer Einsatz an Material und Vorbereitungszeit genannt.

## Entstehung
Die Erfindung des Toast Hawaii wird allgemein dem Fernsehkoch Clemens Wilmenrod zugeschrieben, der ihn 1955 in Deutschland erstmals vorstellte. Vermutlich hatte Wilmenrod das Rezept jedoch von seinem Konkurrenten und Lehrer Hans Karl Adam übernommen.
Laut der Historikerin Petra Foede handelt es sich möglicherweise um eine Variante des in den USA verbreiteten Grilled Spamwich, die leicht an deutsche Verhältnisse angepasst wurde. Dessen Rezept verwendet statt Kochschinken Spam (Frühstücksfleisch) und statt einer Käsescheibe geriebenen Käse, unterscheidet sich sonst aber nicht. Veröffentlicht wurde das Rezept zuerst 1939 in dem Rezeptheft Hormel invites you to dine des Spam-Herstellers Hormel. Spam war jedoch – anders als Kochschinken – nicht im deutschen Einzelhandel erhältlich. Der Publizist Jürgen Ahrens sieht einen Vorläufer des Toast Hawaii im französischen Croque Monsieur.
Später entstand eine große Zahl von Variationen; der Fernsehkoch Tim Mälzer präsentierte in den 2010er Jahren eine „moderne“ Variante mit Schwarzbrot, Serrano-Schinken und Manchego-Käse, auch Johann Lafer schuf eine Variante.

## Verbreitung
Bis in die 1970er Jahre gehörte der Toast Hawaii zum wöchentlichen Speiseplan vieler Familien und wurde in den 1980er Jahren beliebtes Gericht in Kneipen, für Partykeller und Kegelbahnen. Inzwischen, so Marin Trenk 2015, werde in Deutschland mit einem Ananasgericht allerdings hauptsächlich Pizza Hawaii in Verbindung gebracht. Anders als diese global verbreitete Speise sei aber der Toast Hawaii ein rein deutsches Phänomen geblieben, so die n-tv-Journalistin Heidi Driesner. 
Etwa zehn Jahre nach seiner Einführung hielt der Toast Hawaii auch in der Küche der DDR Einzug, blieb dort aber auf Restaurants beschränkt. In Österreich gehörte der Toast Hawaii in den 1950er Jahren zu den Markern der Amerikanisierung. In der Schweiz ist das Gericht ebenfalls seit den 1950er Jahren bekannt; der Kulturjournalist Daniel Di Falco nennt das Restaurant des Flughafens Zürich-Kloten als eines der ersten, das um 1960 das Gericht in der Schweiz servierte. Es gilt dort laut St. Galler Tagblatt inzwischen als „Proletentoast“ und zählte 2013 zu den zehn meistgegoogelten Rezepten.

## Rezeption
Der Toast Hawaii gilt als Gegenstand der deutschen Kulturgeschichte. Die Süddeutsche Zeitung schrieb zum 60. Jahrestag, über wenige andere Gerichte sei so leidenschaftlich diskutiert worden wie über dieses polarisierende. In der Mischung aus „Provinz und zugleich … Extravaganz“ zeige sich der „Ausdruck eines Lebensgefühls ganzer Generationen“: Südfrüchte aus der Konserve hätten für deren Verfügbarkeit unabhängig vom Klima gestanden, das Toastbrot für Amerika, der Kochschinken für Bürgerlichkeit. Der Toast Hawaii habe einen „Hauch von Exotik“ in den Alltag gebracht und gehörte damit zum demonstrativen Konsum der Nachkriegszeit in Deutschland.
Laut der Journalistin Gudrun Rothaug habe das Gericht „auf wenigen Quadratzentimetern Weizenbrot die Sehnsüchte einer ganzen Epoche“ gebündelt: „Die verschwenderische Kombination aus Schinken und Käse demonstrierte den neu gewonnenen Wohlstand, Ananas und Cocktailkirschen drückten die Sehnsucht nach der weiten Welt aus.“ Laut der Historikerin Petra Foede steht das Gericht auch für die Abwendung von traditionellen Magenfüllern wie Eintopf oder Klößen, und Ulrich Herbert weist drauf hin, dass die Essgewohnheiten der 1950er Jahre nicht von „modernen“ Gerichten wie diesem geprägt gewesen seien, sondern von „Brot, Wurst, Kartoffeln und Fleisch“.
Der Medienwissenschaftler Gerd Hallenberger schrieb, dass die Exotik auch als Kompensation für den weiterhin spürbaren Mangel in der Nachkriegsküche sowie für die weiterhin unerschwinglichen Urlaubsreisen in ferne Länder verstanden werden konnte. Der Toast Hawaii habe den – anfangs international isolierten – Bundesbürgern „ein Stück neuer Normalität“ und Anschluss an „die (kulinarische) Weltkultur“ gebracht, und zwar „durch Inkorporierung qua Verspeisen“. Das aus einfachen Zutaten bestehende Gericht habe durch die exotische Bezeichnung Südseeromantik vermittelt und auf eine Versöhnung der Besiegten mit der Siegermacht USA und ihrem freiheitlichen Lebensstil hingedeutet und damit Sehnsuchtsräume erschlossen. Laut Josef Joffe wird das Gericht oft mit Spießbürgertum in Verbindung gebracht, stehe aber für einen „Meilenstein auf dem Weg in die Moderne und aus der Provinz“.
Auch in die Populärkultur fand der Toast Hawaii Eingang. Loriot spielte mit seiner „Kalbshaxe Florida“ satirisch auf diese Mode an, ebenso Gerhard Polt mit dem „Leberkäs Hawaii“. Ein Musical trägt den Namen des Toasts, und der NDR-Fernsehfilm Es liegt mir auf der Zunge über den Schöpfer behandelte 2009 auch dessen Kreation. Der Musikproduzent Alexander Marcus erreichte mit dem Hawaii Toast Song, in dem er das Gericht besingt, 2014 mediale Aufmerksamkeit. Der Song wurde beim Videoportal YouTube über 16 Millionen Mal aufgerufen.

## Sonstiges
Beim Mord in Kehrsatz war der Toast Hawaii, den das Opfer kurz vor seinem Tod gegessen haben sollte, ein wesentlicher Bestandteil der Beweisführung.